# Terlinguaïte
La terlinguaïte est un minéral de formule Hg2ClO.

## Description
Il est formé par l'altération d'autres minéraux du mercure. Il est de couleur, jaune, jaune verdâtre, marron ou vert olive.
Il a été découvert en 1900 dans le district de Terlingua (Texas, États-Unis) et en tient son nom.